# Kiabin Kennedy
Kiabin Ronan Kennedy (ur. 2006) – zapaśnik z Wysp Marshalla walczący w stylu wolnym. Triumfator igrzysk mikronezyjskich w 2024, a także miniigrzysk Pacyfiku w 2025 roku.